# Стенковский сельский совет
Стенковский сельский совет (укр. Стінківська сільська рада) — входит в состав
Бучачского района
Тернопольской области
Украины.
Административный центр сельского совета находится в 
с. Стенка.

## История
- 1949 — дата образования.

## Населённые пункты совета
- с. Стенка
- с. Млинки